# Korošče
Korošče je naselje u slovenskoj Općini Cerknici. Korošče se nalazi u pokrajini Notranjskoj i statističkoj regiji Notranjsko-kraškoj. 

## Stanovništvo
Prema popisu stanovništva iz 2002. godine naselje je imalo 2 stanovnika.